# Berthold Ottens
Berthold Ottens (* 1942) ist ein deutscher Mineraliensammler und Amateurmineraloge. Sein Spezialgebiet sind Minerale aus China, Indien und Griechenland. Bilder und Berichte seiner Reisen sind in dem umfassenden, 2008 veröffentlichten Werk namens „China“ (auf Deutsch und Chinesisch) gesammelt. 2011 erschien sein Buch über Indien, wofür er Reisen in den Jahren 1978 bis 2020 nach Indien unternahm. Er war in früheren Jahren häufiger in Indien, bis in China neue Funde sein Interesse geweckt hatten und er sich darauf spezialisierte. Er veröffentlichte im Laufe der Jahre zahlreiche Artikel in Sammlerzeitschriften (besonders Lapis und Mineralogical Record).
2006 erhielt Berthold Ottens die Auszeichnung der Friends of Mineralogy in Tucson für den besten Artikel 2005 im Mineralogical Record zum Thema Mineralien und Fundorte in China. Das Mineral Ottensit wurde nach Berthold Ottens benannt und offiziell im Juni 2006 anerkannt. Ottensit ist sehr selten und kommt nur an einer Fundstelle weltweit vor (Sb-Au-Lagerstätte Dachang, Qinglong Co., Guizhou, China). Es existieren nur wenige Fundstücke. Weitere Bücher erfolgten über die Mineralien Griechenlands (2018) und China II (2021). 2019, 2020 und 2022 publizierte Ottens zusammen mit Co-Autoren drei wissenschaftliche Artikel über die Sekundärminerale aus der Dekkan Vulkanprovinz, Indien.

## Veröffentlichungen (ausgewählte)
- Lapis 3/98, Calcit aus dem indischen Dekkan-Trapp. Artikel Verlag: Christian Weise Verlag, München 1998
- ExtraLapis English: Calcite, The Mineral with the Most Forms. Artikel und Übersetzungen Verlag: Christian Weise Verlag, München 2003
- extraLapis No. 26/27: China. Artikel Verlag: Christian Weise Verlag, München 2004
- Fascination of the Minerals from China. Selbstverlag 2004
- Xuebaoding; Min. Record: 36,1, 45-57. Artikel 2005
- extraLAPIS No. 30: Feldspat. Artikel und Übersetzungen Verlag: Christian Weise Verlag, München 2006
- Chinese Stibnite; Min. Record. Artikel 2007
- China: Mineralien, Fundstellen, Lagerstätten. Christian Weise Verlag 2008
- Indien: Mineralien, Fundorte, Lagerstätten. Christian Weise Verlag 2011
- China: Mineralien und Fundstellen, Geological Publishing House, Beijing, China, in Chinese 2013
- Mineral collecting: Mineral World, Geological Publishing House, Beijing, China, in Chinese 2014
- China: OTTENS, B. u. GÖTZE, J.: China - Achatwelt, extraLapis, Weise Verlag 2016
- Griechenland: OTTENS, B. und VOUDOURIS, P.: Griechenland, Mineralien und Fundstellen, Weise Verlag 2018
- China: Mineralien, Fundstellen, Lagerstätten II. Christian Weise Verlag 2021
- Indien: OTTENS, B. et al.: Exceptional multi-stage mineralization of secondary minerals in cavities of flood basalts from the Deccan Volcanic Province, India, Minerals 2019
- Indien: OTTENS, B., SCHUSTER, R. And BENKÓ, Z.:The secondary minerals from the spilite of Mumbai/Salsette, Deccan Volcanic Province, India, Minerals, 2022